# Slava Stetsko
Slava Stetskó (en ucraniano: Ярослава Йосипівна Стецько, en polaco: Sława Stećko) (14 de mayo de 1920, Románivka cerca de Ternópil - 12 de marzo de 2003, Múnich) fue una política y veterana de la Segunda Guerra Mundial ucraniana.
Nacida como Anna Yevheniia Muzyka (en ucraniano: Анна Євгенія Музика), se unió a la Organización de Nacionalistas Ucranianos en 1938. Cuando esta organización se dividió en 1940, se sumó a la facción liderada por Stepán Bandera. Durante la Segunda Guerra Mundial sirvió como asistenta y enfermera en el Ejército Insurgente Ucraniano y fue arrestada por los alemanes en Lviv en 1943. Tras su liberación en 1944, permaneció en Alemania como emigrada.
Al final de la guerra, se casó con Yaroslav Stetskó en Múnich y fue miembro del comité central del Bloque de Naciones Antibolcheviques y su presidenta tras de la muerte de su marido en 1986. En esa época también fue miembro ejecutivo de la Liga Mundial por la Libertad y la Democracia.
Stetskó regresó a Ucrania en julio de 1991. Al año siguiente, fundó y presidió el Congreso de Nacionalistas Ucranianos, partido político que se formó sobre las bases de la extinta Organización de Nacionalistas Ucranianos, que lideró durante una década.
Murió en Múnich tras una breve enfermedad y fue enterrada en el Cementerio de Báikove en Kiev.